# Semaine de la fierté

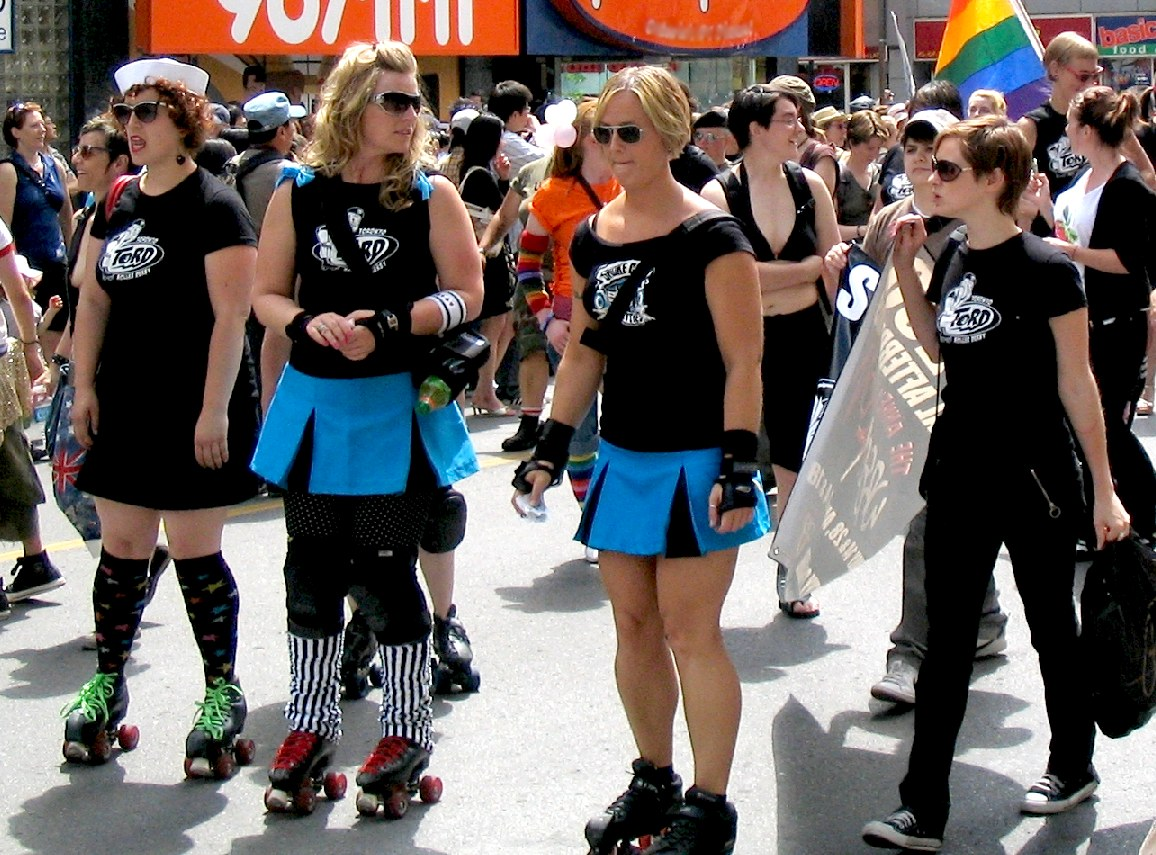
Le Toronto Roller Derby (ToRD) lors de la Dyke March de Toronto en 2007.

La semaine de la fierté, ou Pride Week en anglais, est une grande manifestation des fiertés homosexuelles qui a lieu chaque année dans la ville de Toronto, dans la province de l'Ontario, au Canada. Se déroulant sur une dizaine de jours, durant la période de la fête du Canada à la fin du mois de juin, elle se compose de différents événements se déroulant tout au long de la semaine dans le quartier gay de Toronto, Church and Wellesley, et de plusieurs marches des fiertés, dont la Dyke March, la marche de la fierté lesbienne, et la Pride Parade, la marche des fiertés homosexuelles.
La semaine de la fierté est née à la suite des émeutes homosexuelles de Toronto en 1981, période de répression policière féroce à l'encontre de la communauté homosexuelle de la ville. L'événement s'est au fil du temps institutionnalisé, l'événement s'ouvrant par exemple sur un discours d'un représentant du maire ou du maire lui-même, celui-ci participant également à la marche, accompagné du hissage du drapeau de la communauté LGBT (lesbienne, gay, bisexuelle et transgenre) à l'Hôtel de ville durant le temps des festivités.